# Capitalismo tardío
Se denomina capitalismo tardío o tardocapitalismo a la etapa del capitalismo caracterizada por la expansión del proceso de acumulación, la internacionalización y centralización del capital, la introducción de la automatización en la producción y la reducción del tiempo de rotación del capital. 
Cronológicamente no hay consenso sobre dónde ubicar el inicio del capitalismo tardío. Algunos autores encuentran su origen en la expansión económica subsiguiente a la Segunda Guerra Mundial; otros autores apuntan al período inmediato posterior al fin de la Guerra Fría. Sea cual fuere su origen cronológico, lo que caracteriza el inicio del capitalismo tardío es el enorme campo que se abre para la acumulación de capitales y la emergencia de los países en vías de desarrollo (junto con la privatización de su sector estatal) que derivan en un capitalismo global, orientado a colonizar no solo la esfera económica sino las diferentes esferas de la vida social (la educación, la salud, el arte, la ciencia, la historia, la arquitectura, etc.). 
El término Spätkapitalismus –capitalismo tardío– fue utilizado por primera vez en 1902 por el economista, sociólogo y profesor universitario alemán Werner Sombart. 

## Máximos exponentes del concepto
Actualmente se consideran a Ernest Mandel, Jürgen Habermas y Juan Manuel Cardoso de Mello como los principales autores teóricos del capitalismo tardío.
Mandel encuentra que el capitalismo tardío se caracteriza por el auge de las corporaciones multinacionales, el consumismo y la globalización. Esta etapa está marcada por la expansión del proceso de acumulación del capital. Para Mandel esta expansión agudizó las contradicciones internas del modo de producción capitalista al mismo tiempo que generó un aumento significativo de la tasa de ganancia.
Habermas, por su parte, encuentra que el capitalismo tardío se caracteriza por una creciente organización del mercado que consigue utilizar al Estado como un mecanismo más encargado de sostener un equilibrio económico y social. De esta manera el mercado consigue adjudicarse los beneficios y trasladar las pérdidas al responsable de sostener el equilibrio económico y social, es decir, al Estado. De acuerdo con esto, Habermas encuentra que las fluctuaciones de la economía especulativa hacen del capitalismo tardío una etapa de crisis continuas y permanentes.
Cardoso de Mello, en cambio, centra su mirada en América Latina, resaltando que el concepto de capitalismo tardío fue usado para tratar un proceso histórico, marcado por la emergencia del modo de producción capitalista en América Latina y Brasil.